# 丁香镇
丁香镇，是中华人民共和国安徽省池州市石台县下辖的一个乡镇级行政单位。

## 行政区划
丁香镇下辖以下地区：
丁香村、库山村、梓桐村、石泉村、华桥村、新中村、林茶村、西柏村和红桃村。